# 2963 Chen Jiageng
A 2963 Chen Jiageng (ideiglenes jelöléssel 1964 VM1) a Naprendszer kisbolygóövében található aszteroida. A Bíbor-hegyi Obszervatórium csillagászai fedezték fel 1964. november 9-én.